# Hiệu ứng bàng quan
Hiệu ứng bàng quan hay Hội chứng Genovese là hiện tượng tâm lý xã hội, hiện tượng này chỉ về một tình huống khẩn cấp mà trong đó những người có mặt không giúp đỡ nạn nhân. Các nghiên cứu cho rằng khả năng hỗ trợ có liên quan tới số người chứng kiến; nói cách khác, càng nhiều người chứng kiến thì càng có ít khả năng ai đó sẽ hỗ trợ. Sự xuất hiện của những người chứng kiến khác làm giảm nhiều khả năng can thiệp. Điều này là do càng có nhiều người chứng kiến, thì một cá nhân chứng kiến lại càng ít xem vụ tai nạn là một vấn đề nghiêm trọng và ít nhận trách nhiệm để hành động hơn. Vài biến số giúp giải thích tại sao hiệu ứng bàng quan xảy ra. Những biến số này bao gồm: sự mơ hồ (ambiguity), sự gắn kết (cohesiveness) và Sự khuếch tán trách nhiệm.

## Nghiên cứu tâm lý học xã hội
Hiện tượng bàng quan được nghiên cứu đầu tiên bởi hai nhà tâm lý học người Mỹ là John Darley và Bibb Latané năm 1968. Hai nhà khoa học quan tâm tới chủ đề này sau vụ án giết người của Kitty Genovese năm 1964. John Darley và Bibb Latané đã thực hiện một loạt những thí nghiệm và đưa ra một trong những hiệu ứng mạnh và được lặp lại nhiều nhất trong tâm lý học xã hội. Trong 12 năm, cả hai nhà tâm lý học tiến hành hơn bốn mươi thí nghiệm, tất cả đều có kết quả như nhau. Trong thí nghiệm bình thường, người tham gia ở một mình hoặc cùng một nhóm những người tham gia hoặc các diễn viên. Một tình huống khẩn cấp được dựng lên. Các nhà nghiên cứu sau đó đo xem phải mất bao lâu thì người tham gia mới phản ứng, và liệu họ có can thiệp hay không. Các kết quả thường cho thấy, sự xuất hiện của nhiều người thường cản trở sự giúp đỡ. Nghiên cứu của Mark Levine và Simon Crowther năm 2008 thì cho thấy những nhóm có kích cỡ càng lớn thì càng cản trở sự can thiệp trong những tình huống bạo lực đường phố khi mà người qua đường là người lạ, nhưng lại khuyến khích can thiệp khi người qua đường là những người bạn.
Bibb Latane và Judith Rodin tiến hành một cuộc thử nghiệm, trong đó một người phụ nữ đóng cảnh quằn quại đau đớn. 70% số người đi một mình gọi và tới giúp người phụ nữ sau khi họ nghĩ người phụ nữ này bị ngã và đang đau đớn. Tuy nhiên, chỉ có 40% người đề nghị giúp đỡ khi có người khác ở trong phòng.
Các nghiên cứu trên được thực hiện trong những tình huống không nguy hiểm hay bạo lực. Một nghiên cứu năm 2006 tiến hành một nghiên cứu trong một tình huống khẩn cấp để kiểm tra xem liệu nó có mang lại kết quả giống với những nghiên cứu trong tình huống không khẩn cấp hay không. Kết quả cho thấy có sự khác nhau giữa hai loại nghiên cứu. Trong những tình huống với độ nguy hiểm thấp, nạn nhân nhận được nhiều trợ giúp khi người chứng kiến đi một mình. Tuy nhiên, trong những tình huống với độ nguy hiểm cao thì nạn nhân đều nhận được sự giúp đỡ như nhau dù người quan sát ở một mình hay có mặt nhiều người quan sát.

## Lý giải
Có nhiều nguyên nhân giải thích cho thờ ơ của người chứng kiến trong những trường hợp khẩn cấp. Tuy nhiên, các nhà tâm lý học tâm trung sự quan tâm chủ yếu ở hai yếu tố. Theo nguyên lý cơ bản của ảnh hưởng xã hội, người chứng kiến thường theo dõi phản ứng của những người chứng kiến khác để xem có cần thiết phải can thiệp không. Bởi mọi người đều phản ứng như nhau (không làm gì), nên họ kết luận rằng sự giúp đỡ là không cần thiết. Đây là một ví dụ của sự vô tri đa nguyên (pluralistic ignorance). Một nguyên nhân cản trở khác được gọi là sự khuếch tán trách nhiệm. Điều này xảy ra khi những người quan sát cho rằng sẽ có ai đó can thiệp, vì vậy mỗi cá nhân cảm thấy ít có trách nhiệm hơn và hạn chế can thiệp.
Lance Shotland và Margaret Straw (1976) cũng phát hiện ra rằng, cách mọi người nhận thức tình huống cũng ảnh hưởng tới phản ứng của họ. Khi chứng kiến một người đàn ông và một người phụ nữ đang đánh nhau, 65% người chứng kiến can thiệp khi người phụ nữ hô "Tránh xa tôi ra, tôi không biết anh", nhưng chỉ có 19% can thiệp khi người phụ nữ hét "Tránh xa tôi ra, tôi không hiểu tại sao tôi lại lấy anh".
Có những lý do khác giải thích vì sao mọi người không giúp đỡ. Họ cho rằng có những người có khả năng và phù hợp hơn để giúp đỡ, ví dụ như bác sĩ hay cảnh sát, vì thế việc can thiệp là không cần thiết. Nhiều người cũng sợ bị đánh giá và mất mặt trước người khác. Họ cũng sợ phải đưa ra những trợ giúp không mong muốn và phải đối mặt với hậu quả pháp lý khi hỗ trợ không đúng cách trong những tình huống nguy hiểm.